# چیدوریگافوچی

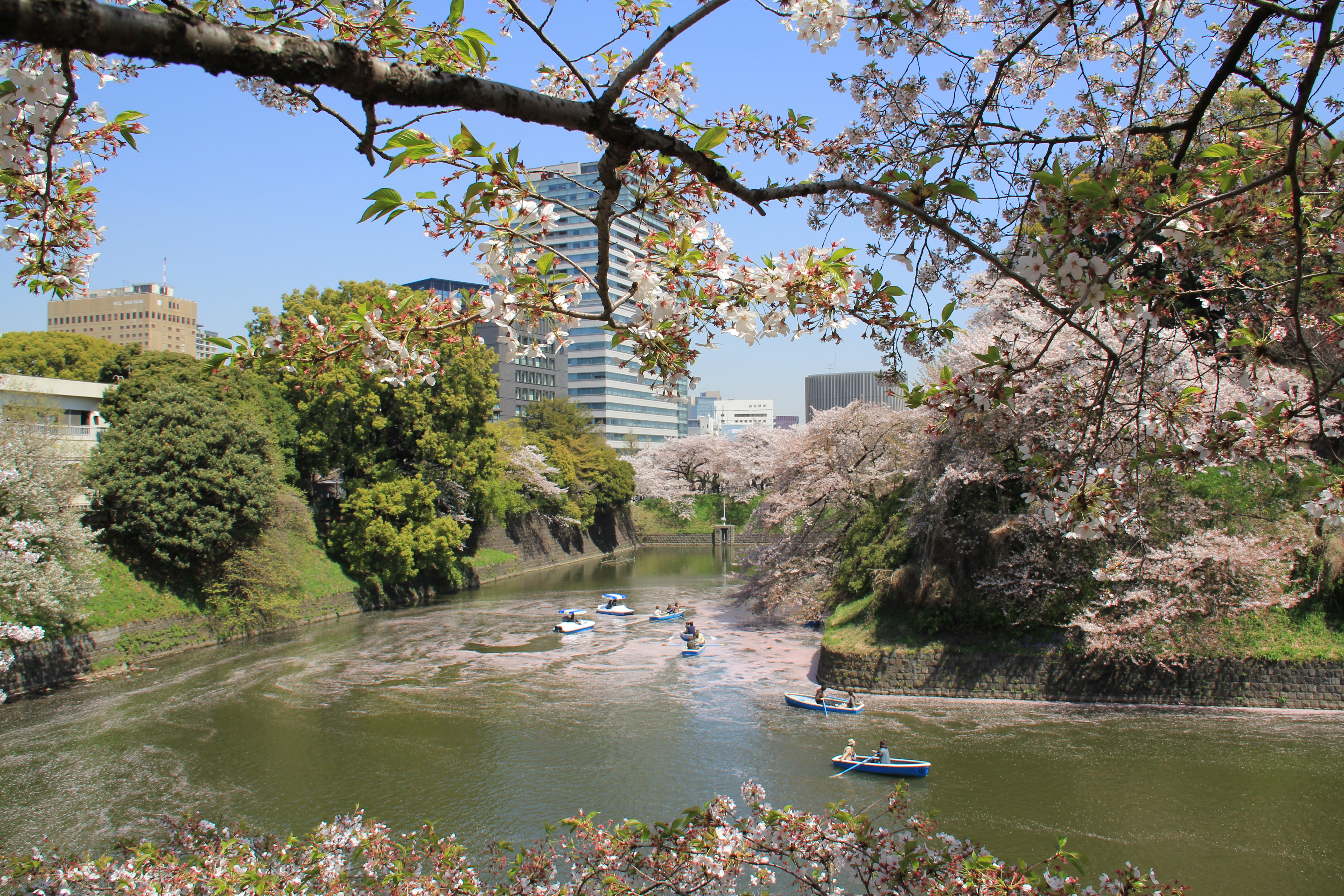
خندق چیدوریگافوچی.

چیدوریگافوچی (به ژاپنی: 千鳥ヶ淵) خندقی است که در شمال غربی کاخ امپراتوری توکیو واقع شده‌است. این خندق در دوره ادو ساخته شده‌است. در سال ۱۹۰۰ میلادی بعضی از قسمت‌های این خندق برای ساخت خیابان پر شد و از آن زمان این خندق به صورت چندین قسمت مجزا در آمده‌است. پارک چیدوریگافوچی و نیپون بودوکان در نزدیکی آن واقع شده‌اند. خندق و اطراف آن یکی از زیباترین و معروفترین مکان‌های توکیو جهت دیدن ساکورا به‌ویژه از نوع یاما-زاکورا در اوایل بهار است. در خندق امکان قایقرانی وجود دارد. 

## رسیدن به خندق
- متروی توکیو، خط هانزومون، ایستگاه هانزومون یا ایستگاه ناگاتاچو از هر دو ایستگاه تا خندق  در حدود  ۵ دقیقه تا پارک پیاده راه است.

## نگارخانه

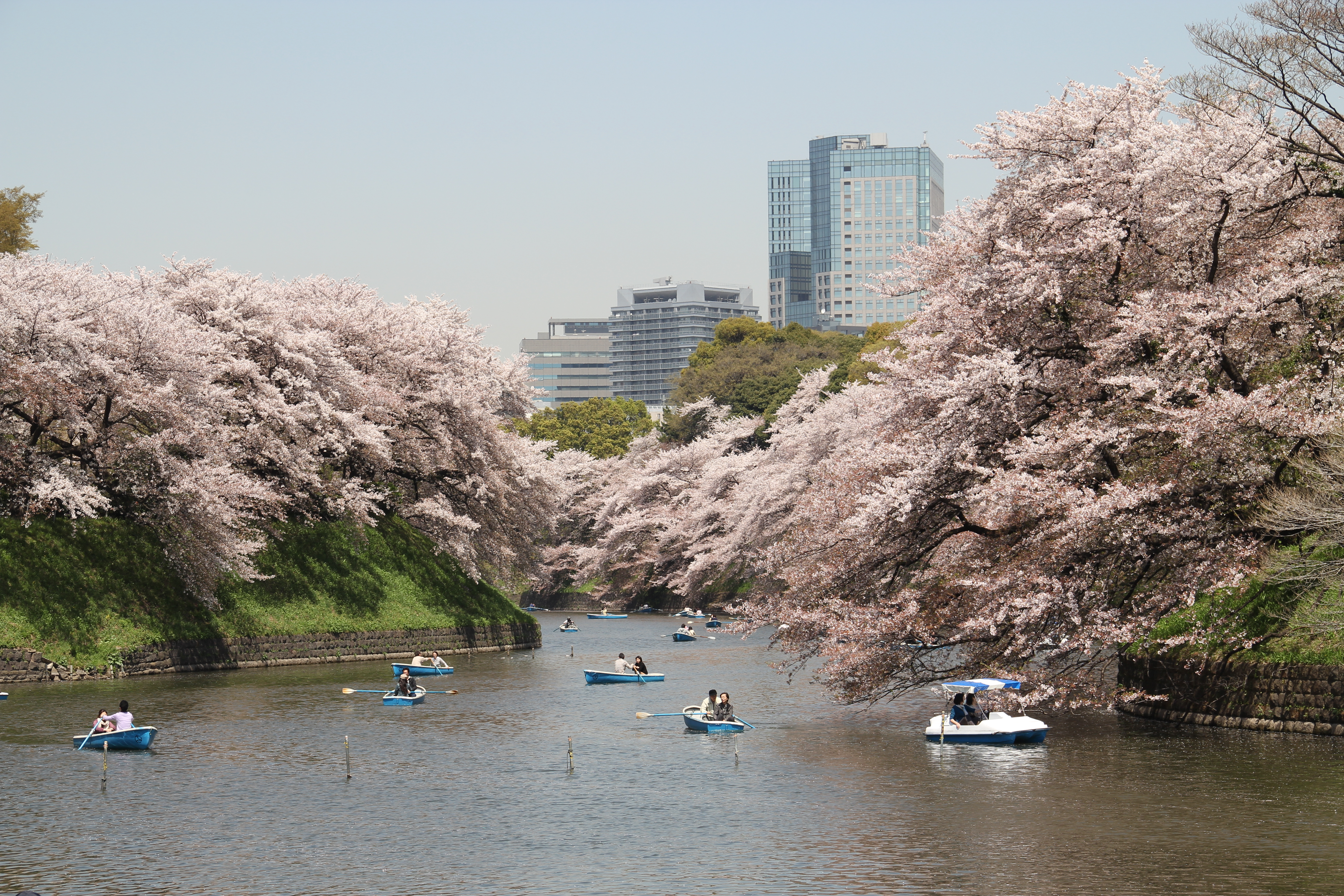
چیدوریگافوچی در آوریل
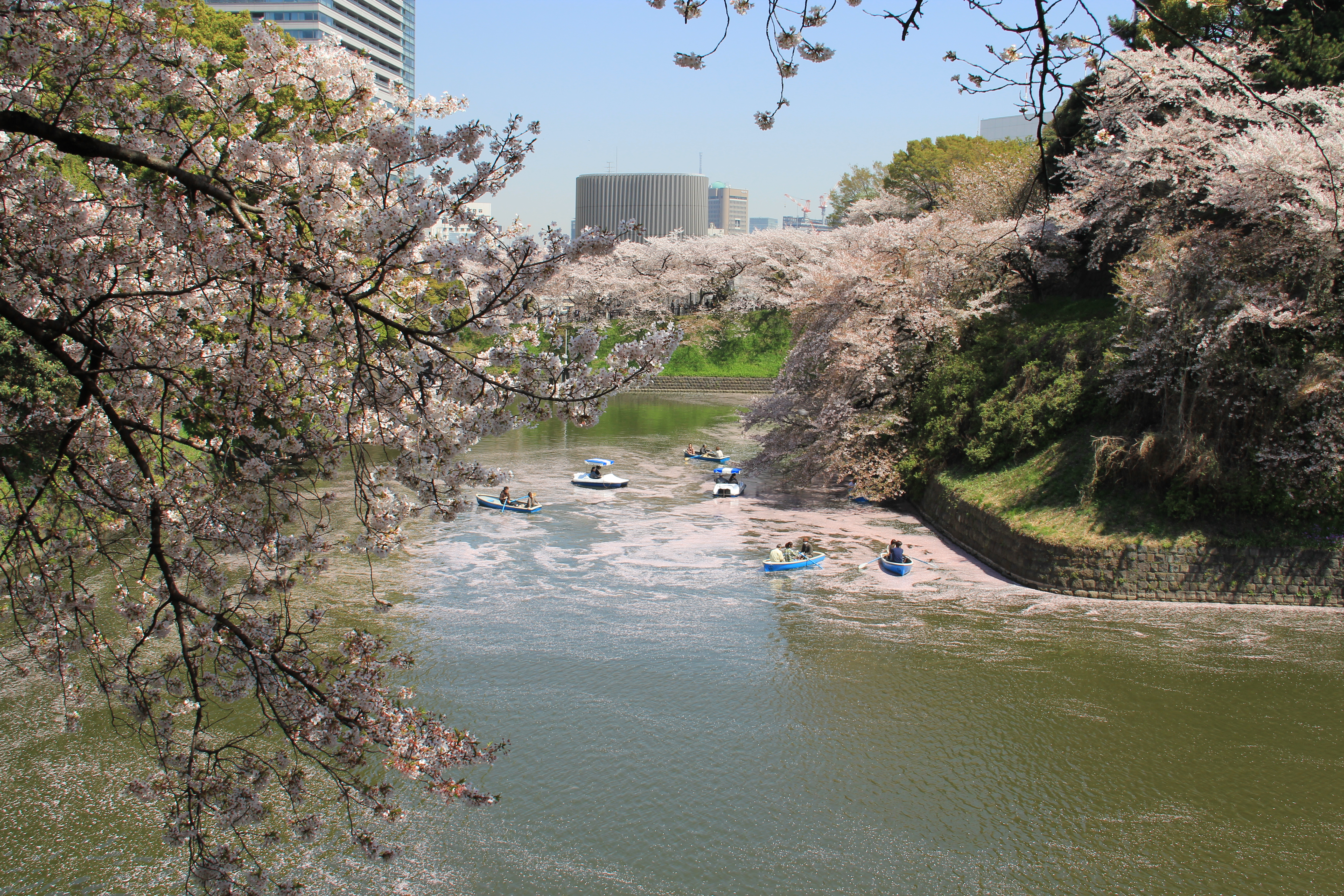
چیدوریگافوچی